# كولن هاغتون
كولن هاغتون (بالإنجليزية: Colin Haughton)‏ هو لاعب كرة الريشة بريطاني، ولد في 12 نوفمبر 1972 في مانشستر في المملكة المتحدة.

## وصلات خارجية
- كولن هاغتون على موقع BWF.tournamentsoftware.com (الإنجليزية)
- كولن هاغتون على موقع BWFbadminton.com (الإنجليزية)
- كولن هاغتون على موقع اتحاد ألعاب الكومنولث (مؤرشف) (الإنجليزية)